# Revelle Inlet
Das Revelle Inlet ist eine große, vereiste Bucht an der Wilkins-Küste des Palmerlands auf der Antarktischen Halbinsel. Sie liegt auf der südöstlichen Seite der Hollick-Kenyon-Halbinsel zwischen dem Kap Agassiz im Norden und dem Kap Keeler im Süden.
Die Bucht lag auf den Flugrouten des australischen Polarforschers Hubert Wilkins im Jahr 1928 und des US-amerikanischen Polarforschers Hubert Wilkins im Jahr 1935, doch erst 1940 nahmen Wissenschaftler der United States Antarctic Service Expedition (1939–1941) eine Kartierung vor. Auch Teilnehmer der Ronne Antarctic Research Expedition (1947–1948) statteten der Bucht einen Besuch ab. Deren Expeditionsleiter, der US-amerikanische Polarforscher Finn Ronne, benannte sie nach Roger Revelle (1909–1991), Ozeanograph an der Scripps Institute for Oceanographic Research, welcher der Ronne-Expedition bezüglich der Ausrüstung beratend zur Seite gestanden hatte.